# Leah Cairns
Leah Cairns (nacida el 2 de junio de 1974) es una actriz canadiense . Es conocida por su papel como una de los pilotos de Raptor, la teniente Margaret "Racetrack" Edmondson, en Battlestar Galactica de la cadena Syfy.

## Biografía
Cairns nació en North Vancouver, Columbia Británica, y creció en Kamloops con el sueño de convertirse en bailarina profesional, un sueño que se desvaneció al romperse la espalda en un accidente automovilístico a los 16 años, cuando su equipo de baile iba a un concurso internacional en su año de graduación. En lugar de desanimarse, Cairns se dirigió a Costa Rica, para iniciar una odisea mochilera de ocho años que la llevó a 36 países. Antes de volver a Canadá, participó en una clase de improvisación en un áshram en India.
Cairns ha aparecido en la serie de la CTV Robson Arms, en Godiva´s de la cadena canadiense City tv por la que fue nominada para un Premio Leo (versión de la Columbia Británica de los Emmy) en 2006 a la Mejor actriz de reparto en una serie dramática, y en la película 88 minutos con Al Pacino. También apareció en el thriller vampirico Thralls. Interpretó a Emily Hollander en la serie Kyle XY de ABC Family. También forma parte del elenco de Sanctuary, una serie creada por Damian Kindler, creador de Stargate SG-1 y Stargate Atlantis. Asimismo apareció en la serie de televisión Supernatural en "Crossroad Blues", octavo episodio de la segunda temporada, como un personaje secundario.
En 2014 interpretó a Lois, nuera de Joseph Cooper (Matthew McConaughey), en la película Interstellar, dirigida por Christopher Nolan.

## Vida personal
Cairns tiene dos hijas gemelas, llamadas Aura y Kaia. Su sobrina tiene mielitis transversa y Cairns inició una página de Gofundme para recaudar dinero para su tratamiento médico. También organizó I Walk 4 Savannah and Seattle, un evento en el que se invitó a la gente a caminar unos kilómetros y donar su dinero a la sobrina de Cairns y a otra niña con enfermedad mitocondrial.